# Pamela
Pamela («Памела») — пісня каліфорнійського гурту Toto. Написана у співавторстві між вокалістом Джозефом Вільямсом та піаністом Девідом Пейчем.
Сингл піднявся до 22-ї сходинки чарту Billboard — і це останній хіт-сингл Toto, який потрапив до американських чартів.

## Місце у чартах
| Чарт                    | Місце |
| ----------------------- | ----- |
| MegaCharts (Нідерланди) | 8     |
| U.S. Billboard Hot 100  | 22    |